# Zen 3
Zen 3 ist eine Prozessor-Mikroarchitektur (x86-64) des Unternehmens AMD. Zen 3 ist nach Zen, dem Refresh Zen+ und Zen 2 die dritte Generation der unter den Markennamen „Ryzen“ und „Epyc“ 2017 eingeführten Zen-Prozessoren. Es wurde gegenüber Zen 2 sowohl die Architektur als auch die Herstellungsprozesstechnologie optimiert, AMD spricht hier von 7 nm+. AMD hat diese Prozessorgeneration am 8. Oktober 2020 wegen der Covid-19-Pandemie per Livestream vorgestellt. Die in 7-nm-Prozesstechnologie (N7) bei TSMC hergestellten CPU-Dies bestehen aus einem Core Complex („CCX“) von acht Prozessorkernen mit 32 MB Level-3-Cache, die über die „Infinity Fabric“ genannte serielle Hochleistungsverbindung gekoppelt werden. Laut AMD hat Zen 3 die bisher größten Anpassungen an der Zen-Architektur erfahren. Insgesamt bietet Zen 3 laut AMD bis zu 24 Prozent mehr Leistung pro Watt als Zen, eine um 19 Prozent höhere IPC und insgesamt rund 26 Prozent mehr Leistung als Zen 2. Erhältlich sind alle genannten Prozessoren seit dem 5. November 2020.
Ryzen 5000 sind sockelkompatibel zu den Vorgängern, passen also in Hauptplatinen mit dem Sockel AM4 und sind Board-abhängig nach einem zuvor erfolgten BIOS-Update nutzbar. Die 500er-I/O-Hubs X570, B550 und A520 sind grundsätzlich kompatibel, sofern sie mindestens mit der AGESA-Version 1.0.8.0 versehen sind. Lauffähig sind die Ryzen-5000-Prozessoren allerdings erst mit AGESA 1.1.0.0. Nutzer mit 400er-I/O-Hubs wie dem B450 und X470 können Ryzen-5000-Prozessoren verbauen, wenn passende Updates für das BIOS durch den Mainboard-Hersteller bereitgestellt wurden. Inzwischen (2022) stehen auch BIOS-Updates für einige X370-, B350- und A320-Platinen zur Verfügung. Mit der AGESA-Version 1.2.0.7 wurde die Kompatibilität nach anhaltender Kritik durch Nutzer und Presse letztlich sichergestellt, auch wurden einige Fehler ausgebessert – etwa Performance-Einbußen unter Windows 11 durch das integrierte fTMP-Modul. Einige Features – etwa PCIe 4.0 – sind auf den nachgerüsteten Boards ggf. nicht vorhanden.
Neuerungen gegenüber der Generation Zen 2 sind:
- einzelner 8-Core-Complex mit 32 MiB L3-Cache (Zen 2: 2×16 MiB);
- höhere Recheneffizienz (mehr Rechenkapazität je Watt Leistungsbedarf) und geringfügig höhere maximale Taktfrequenzen;
- erstmals ist das mit PCIe 2.0 eingeführte Feature „Resizable BAR“ verfügbar.

Die nächste Generation „Zen 4“ im 5-nm-Fertigungsverfahren wurde 2022 vorgestellt.

## Architektur
- Statt zwei Core-Complexes je Chiplet mit jeweils 4 Kernen und 16 MB Level 3 Cache ist jetzt das ganze Chiplet ein Core-Complex mit 8 Kernen und einem gemeinsamen Level 3 Cache von 32 MB Größe. Dadurch werden die Latenzen beim Wechsel zwischen Kernen erheblich (über einen Faktor 3) reduziert.
- Ryzen-CPUs auf Basis der Zen-3-Mikroarchitektur profitieren, wie auch die Vorgängergeneration, besonders von schnellem Arbeitsspeicher, weil die Taktrate des „Infinity Fabric“ direkt vom Speichertakt abhängt. Schnellerer Arbeitsspeicher bedeutet dadurch auch schnelleren Datenaustausch zwischen zwei Core Complexes bzw. auch zwischen den Chiplets. Es wird bis zu LPDDR4–4267 unterstützt.
- Low Power DDR4 (LPDDR4) Speicher wird unterstützt mit geringerem Energieverbrauch und höherer Bandbreite
- eine ganze Reihe von Optimierungen bei Instruktionen und Pipeline, die zusammen einen um 18 % höheren Durchsatz (IPC – Instruktionen pro Taktzyklus) ergeben.
- Control Flow Enforcement Technologie (CET), um Return Oriented Programming zu verhindern
- schnellere Wechsel der Kern-Frequenzen
- Die Kern-Versorgungsspannung kann jetzt je Kern unterschiedlich sein
- die integrierte Grafikeinheit ist zwar wie beim Vorgänger Zen 2 ebenfalls noch eine Vega 8-Architektur, läuft aber mit höherer maximaler Frequenz von 2,1 GHz gegenüber 1,75 GHz bei Zen 2

Während Zen 3 für bis zu DDR4–3200 spezifiziert ist, liegt der Sweet-Spot vermutlich bei etwa DDR4–3866 bis DDR4–4000 – bei höherem Speichertakt wird Infinity Fabric in einen asynchronen Modus geschaltet, welches die Speicherlatenz erhöht und somit die Performance nachteilig beeinflusst.

## Desktop-CPUs

### Ryzen 5000 „Vermeer“
Die auf Zen 3 basierende Ryzen 5000 Desktop-CPU-Baureihe heißt „Vermeer“ und integriert ein oder zwei CPU-Chiplets (mit jeweils 8 Kernen) und einem I/O-Chiplet in einem AM4-Sockel. Ferner gibt es auch Desktop-CPUs in der 5000er-Generation, welche auf die „Cezanne“-Baureihe setzen. Sie ist die letzte Generation von Chips, die den AM4-Sockel verwenden.
Am 5. November 2020 erschienen zunächst vier Prozessormodelle mit 6 bis 16 Kernen. Am 15. März 2022 kündigte AMD den Ryzen 5800X3D an, den ersten Prozessor mit gestapelten Speicherchips. Dies ermöglicht mit 96 MB einen wesentlich größeren L3-Cache als üblich, was vor allem die Leistung in Spielen verbessert. Laut AMD ist der 5800X3D um bis zu 15 % schneller als der Ryzen 5900X. Am 7. Juli 2023 erschien das Modell Ryzen 5 5600X3D, welches exklusiv vom amerikanischen Einzelhändler Micro Center vertrieben wird.
| Marke \| Modell | Marke \| Modell | Preise bei Release * | Prozess     | Kerne/ Threads | Takt (GHz) | Takt (GHz) | Cache                       | Cache    | Cache    | Sockel | PCIe | PCIe  | RAM    | RAM       | TDP   | Kühllösung (PIB) |
| Marke \| Modell | Marke \| Modell | Preise bei Release * | Prozess     | Kerne/ Threads | Takt (GHz) | Takt (GHz) | L1                          | L2       | L3       | Sockel | PCIe | PCIe  | RAM    | RAM       | TDP   | Kühllösung (PIB) |
| Marke \| Modell | Marke \| Modell | Preise bei Release * | Prozess     | Kerne/ Threads | Basis      | Boost      | pro Kern                    | pro Kern | gesamt   | Sockel | Gen  | Lanes | Größe  | Frequenz  | TDP   | Kühllösung (PIB) |
| --------------- | --------------- | -------------------- | ----------- | -------------- | ---------- | ---------- | --------------------------- | -------- | -------- | ------ | ---- | ----- | ------ | --------- | ----- | ---------------- |
| Ryzen 9         | 5950X           | $799                 | 7 nm FinFET | 16 / 32        | 3,4        | 4,9        | 32 KB Befehle + 32 KB Daten | 512 KB   | 64 MB    | AM4    | 04.0 | 20    | 128 GB | DDR4–3200 | 105 W | N/A              |
| Ryzen 9         | 5900X           | $549                 | 7 nm FinFET | 12 / 24        | 3,7        | 4,8        | 32 KB Befehle + 32 KB Daten | 512 KB   | 64 MB    | AM4    | 04.0 | 20    | 128 GB | DDR4–3200 | 105 W | N/A              |
| Ryzen 9         | 5900            | OEM                  | 7 nm FinFET | 12 / 24        | 3,0        | 4,7        | 32 KB Befehle + 32 KB Daten | 512 KB   | 64 MB    | AM4    | 04.0 | 20    | 128 GB | DDR4–3200 | 65 W  | N/A              |
| Ryzen 7         | 5800X3D         | $449                 | 7 nm FinFET | 8 / 16         | 3,4        | 4,5        | 32 KB Befehle + 32 KB Daten | 512 KB   | 32+64 MB | AM4    | 04.0 | 20    | 128 GB | DDR4–3200 | 105 W | N/A              |
| Ryzen 7         | 5800X           | $449                 | 7 nm FinFET | 8 / 16         | 3,8        | 4,7        | 32 KB Befehle + 32 KB Daten | 512 KB   | 32 MB    | AM4    | 04.0 | 20    | 128 GB | DDR4–3200 | 105 W | N/A              |
| Ryzen 7         | 5800            | OEM                  | 7 nm FinFET | 8 / 16         | 3,4        | 4,6        | 32 KB Befehle + 32 KB Daten | 512 KB   | 32 MB    | AM4    | 04.0 | 20    | 128 GB | DDR4–3200 | 65 W  | N/A              |
| Ryzen 7         | 5700X3D         | $249                 | 7 nm FinFET | 8 / 16         | 3,0        | 4,1        | 32 KB Befehle + 32 KB Daten | 512 KB   | 32+64 MB | AM4    | 04.0 | 20    | 128 GB | DDR4–3200 | 105 W | N/A              |
| Ryzen 7         | 5700X           | $299                 | 7 nm FinFET | 8 / 16         | 3,4        | 4,6        | 32 KB Befehle + 32 KB Daten | 512 KB   | 32 MB    | AM4    | 04.0 | 20    | 128 GB | DDR4–3200 | 65 W  | N/A              |
| Ryzen 5         | 5600X3D         | $229                 | 7 nm FinFET | 6 / 12         | 3,4        | 4,5        | 32 KB Befehle + 32 KB Daten | 512 KB   | 32+64 MB | AM4    | 04.0 | 20    | 128 GB | DDR4–3200 | 105 W | N/A              |
| Ryzen 5         | 5600X           | $299                 | 7 nm FinFET | 6 / 12         | 3,7        | 4,6        | 32 KB Befehle + 32 KB Daten | 512 KB   | 32 MB    | AM4    | 04.0 | 20    | 128 GB | DDR4–3200 | 65 W  | Wraith Stealth   |
| Ryzen 5         | 5600            | $199                 | 7 nm FinFET | 6 / 12         | 3,5        | 4,4        | 32 KB Befehle + 32 KB Daten | 512 KB   | 32 MB    | AM4    | 04.0 | 20    | 128 GB | DDR4–3200 | 65 W  | Wraith Stealth   |

| Marke \| Modell | Marke \| Modell | Preise bei Release * | Prozess     | Kerne/ Threads | Takt (GHz) | Takt (GHz) | Cache                       | Cache    | Cache  | Sockel | PCIe | PCIe  | RAM    | RAM       | TDP  | Kühllösung (PIB) |
| Marke \| Modell | Marke \| Modell | Preise bei Release * | Prozess     | Kerne/ Threads | Takt (GHz) | Takt (GHz) | L1                          | L2       | L3     | Sockel | PCIe | PCIe  | RAM    | RAM       | TDP  | Kühllösung (PIB) |
| Marke \| Modell | Marke \| Modell | Preise bei Release * | Prozess     | Kerne/ Threads | Basis      | Boost      | pro Kern                    | pro Kern | gesamt | Sockel | Gen  | Lanes | Größe  | Frequenz  | TDP  | Kühllösung (PIB) |
| --------------- | --------------- | -------------------- | ----------- | -------------- | ---------- | ---------- | --------------------------- | -------- | ------ | ------ | ---- | ----- | ------ | --------- | ---- | ---------------- |
| Ryzen 9         | PRO 5945        | OEM                  | 7 nm FinFET | 12 / 24        | 3,0        | 4,7        | 32 KB Befehle + 32 KB Daten | 512 KB   | 64 MB  | AM4    | 04.0 | 20    | 128 GB | DDR4–3200 | 65 W | N/A              |
| Ryzen 7         | PRO 5845        | OEM                  | 7 nm FinFET | 8 / 16         | 3,4        | 4,6        | 32 KB Befehle + 32 KB Daten | 512 KB   | 32 MB  | AM4    | 04.0 | 20    | 128 GB | DDR4–3200 | 65 W | N/A              |
| Ryzen 5         | PRO 5645        | OEM                  | 7 nm FinFET | 6 / 12         | 3,7        | 4,6        | 32 KB Befehle + 32 KB Daten | 512 KB   | 32 MB  | AM4    | 04.0 | 20    | 128 GB | DDR4–3200 | 65 W | N/A              |

### Ryzen 5000 „Cezanne“
| Marke \| Modell | Marke \| Modell | Preise bei Release * | Prozess     | Kerne/ Threads | Takt (GHz) | Takt (GHz) | Cache                       | Cache    | Cache  | Sockel | PCIe | PCIe  | RAM    | RAM       | TDP  | Kühllösung (PIB) |
| Marke \| Modell | Marke \| Modell | Preise bei Release * | Prozess     | Kerne/ Threads | Takt (GHz) | Takt (GHz) | L1                          | L2       | L3     | Sockel | PCIe | PCIe  | RAM    | RAM       | TDP  | Kühllösung (PIB) |
| Marke \| Modell | Marke \| Modell | Preise bei Release * | Prozess     | Kerne/ Threads | Basis      | Boost      | pro Kern                    | pro Kern | gesamt | Sockel | Gen  | Lanes | Größe  | Frequenz  | TDP  | Kühllösung (PIB) |
| --------------- | --------------- | -------------------- | ----------- | -------------- | ---------- | ---------- | --------------------------- | -------- | ------ | ------ | ---- | ----- | ------ | --------- | ---- | ---------------- |
| Ryzen 7         | 5700            | OEM                  | 7 nm FinFET | 8 / 16         | 3,7        | 4,6        | 32 KB Befehle + 32 KB Daten | 512 KB   | 16 MB  | AM4    | 3.0  | 20    | 128 GB | DDR4–3200 | 65 W | N/A              |
| Ryzen 5         | 5500            | $159                 | 7 nm FinFET | 6 / 12         | 3,6        | 4,2        | 32 KB Befehle + 32 KB Daten | 512 KB   | 16 MB  | AM4    | 3.0  | 20    | 128 GB | DDR4–3200 | 65 W | Wraith Stealth   |
| Ryzen 3         | 5100            | OEM                  | 7 nm FinFET | 4 / 8          | 3,8        | 4,2        | 32 KB Befehle + 32 KB Daten | 512 KB   | 8 MB   | AM4    | 3.0  | 20    | 128 GB | DDR4–3200 | 65 W | N/A              |

## Workstation-CPUs

### Ryzen 5000 „Chagall“
| Marke \| Modell        | Marke \| Modell | Preise bei Release * | Prozess     | Kerne/ Threads | Takt (GHz) | Takt (GHz) | Cache                       | Cache    | Cache  | Sockel | PCIe | PCIe  | RAM   | RAM                      | TDP   |
| Marke \| Modell        | Marke \| Modell | Preise bei Release * | Prozess     | Kerne/ Threads | Takt (GHz) | Takt (GHz) | L1                          | L2       | L3     | Sockel | PCIe | PCIe  | RAM   | RAM                      | TDP   |
| Marke \| Modell        | Marke \| Modell | Preise bei Release * | Prozess     | Kerne/ Threads | Basis      | Boost      | pro Kern                    | pro Kern | gesamt | Sockel | Gen  | Lanes | Größe | Frequenz                 | TDP   |
| ---------------------- | --------------- | -------------------- | ----------- | -------------- | ---------- | ---------- | --------------------------- | -------- | ------ | ------ | ---- | ----- | ----- | ------------------------ | ----- |
| Ryzen Threadripper PRO | 5995WX          | $6500                | 7 nm FinFET | 64 / 128       | 2,7        | 4,5        | 32 KB Befehle + 32 KB Daten | 512 KB   | 256 MB | sWRX8  | 4.0  | 120   | 2 TB  | DDR4–3200 (octa-channel) | 280 W |
| Ryzen Threadripper PRO | 5975WX          | $3300                | 7 nm FinFET | 32 / 64        | 3,6        | 4,5        | 32 KB Befehle + 32 KB Daten | 512 KB   | 128 MB | sWRX8  | 4.0  | 120   | 2 TB  | DDR4–3200 (octa-channel) | 280 W |
| Ryzen Threadripper PRO | 5965WX          | $2400                | 7 nm FinFET | 24 / 48        | 3,8        | 4,5        | 32 KB Befehle + 32 KB Daten | 512 KB   | 128 MB | sWRX8  | 4.0  | 120   | 2 TB  | DDR4–3200 (octa-channel) | 280 W |
| Ryzen Threadripper PRO | 5955WX          | OEM                  | 7 nm FinFET | 16 / 32        | 4,0        | 4,5        | 32 KB Befehle + 32 KB Daten | 512 KB   | 64 MB  | sWRX8  | 4.0  | 120   | 2 TB  | DDR4–3200 (octa-channel) | 280 W |
| Ryzen Threadripper PRO | 5945WX          | OEM                  | 7 nm FinFET | 12 / 24        | 4,1        | 4,5        | 32 KB Befehle + 32 KB Daten | 512 KB   | 64 MB  | sWRX8  | 4.0  | 120   | 2 TB  | DDR4–3200 (octa-channel) | 280 W |

## Desktop APUs

### Ryzen 5000 „Cezanne“
April 2021 kamen auch Cezanne-APUs für Desktoprechner auf den Markt. Im Gegensatz zur vorhergehenden Generation (Renoir) werden sie nicht nur OEMs, sondern zum Teil auch Endkunden angeboten. April 2022 kam mit dem Ryzen 5 5500 auch eine Cezanne-CPU für Desktoprechner auf den Markt, welche mit deaktiviertem GPU zwar eine APU ist, jedoch nur als CPU genutzt werden kann (siehe oben).
Der Ryzen 7 5700G erfreute sich auch bei Systemen mit dedizierter Grafikkarte gewisser Beliebtheit, da er bis zur Veröffentlichung des Ryzen 7 5700X (April 2022) der einzige für Endkunden erhältliche 8-Kern-Prozessor dieser Generation mit 65 Watt TDP war. Auffällig ist, dass die APUs innerhalb dieser Generation die höchsten Basistakte erreichen (Threadripper ausgenommen). Sie unterstützen allerdings nur PCIe 3.0.
| Marke \| Modell | Marke \| Modell | Preise bei Release * | Prozess     | Kerne/ Threads | Takt (GHz) | Takt (GHz) | Cache                       | Cache    | Cache  | Sockel | PCIe | PCIe  | GPU             | GPU   | GPU     | RAM    | RAM       | TDP  | Kühllösung (PIB) |
| Marke \| Modell | Marke \| Modell | Preise bei Release * | Prozess     | Kerne/ Threads | Takt (GHz) | Takt (GHz) | L1                          | L2       | L3     | Sockel | PCIe | PCIe  | GPU             | GPU   | GPU     | RAM    | RAM       | TDP  | Kühllösung (PIB) |
| Marke \| Modell | Marke \| Modell | Preise bei Release * | Prozess     | Kerne/ Threads | Basis      | Boost      | pro Kern                    | pro Kern | gesamt | Sockel | Gen  | Lanes | Modell          | Kerne | Takt    | Größe  | Frequenz  | TDP  | Kühllösung (PIB) |
| --------------- | --------------- | -------------------- | ----------- | -------------- | ---------- | ---------- | --------------------------- | -------- | ------ | ------ | ---- | ----- | --------------- | ----- | ------- | ------ | --------- | ---- | ---------------- |
| Ryzen 7         | 5705G           | k. A.                | 7 nm FinFET | 8 / 16         | 3,8        | 4,6        | 32 KB Befehle + 32 KB Daten | 512 KB   | 16 MB  | AM4    | 3.0  | 20    | Radeon Graphics | 8     | 2,0 GHz | 128 GB | DDR4–3200 | 65 W | N/A              |
| Ryzen 7         | 5700G           | $359                 | 7 nm FinFET | 8 / 16         | 3,8        | 4,6        | 32 KB Befehle + 32 KB Daten | 512 KB   | 16 MB  | AM4    | 3.0  | 20    | Radeon Graphics | 8     | 2,0 GHz | 128 GB | DDR4–3200 | 65 W | Wraith Stealth   |
| Ryzen 7         | 5705GE          | k. A.                | 7 nm FinFET | 8 / 16         | 3,2        | 4,6        | 32 KB Befehle + 32 KB Daten | 512 KB   | 16 MB  | AM4    | 3.0  | 20    | Radeon Graphics | 8     | 2,0 GHz | 128 GB | DDR4–3200 | 35 W | N/A              |
| Ryzen 7         | 5700GE          | OEM                  | 7 nm FinFET | 8 / 16         | 3,2        | 4,6        | 32 KB Befehle + 32 KB Daten | 512 KB   | 16 MB  | AM4    | 3.0  | 20    | Radeon Graphics | 8     | 2,0 GHz | 128 GB | DDR4–3200 | 35 W | Wraith Stealth   |
| Ryzen 5         | 5605G           | k. A.                | 7 nm FinFET | 6 / 12         | 3,9        | 4,4        | 32 KB Befehle + 32 KB Daten | 512 KB   | 16 MB  | AM4    | 3.0  | 20    | Radeon Graphics | 7     | 1,9 GHz | 128 GB | DDR4–3200 | 65 W | N/A              |
| Ryzen 5         | 5600G           | $259                 | 7 nm FinFET | 6 / 12         | 3,9        | 4,4        | 32 KB Befehle + 32 KB Daten | 512 KB   | 16 MB  | AM4    | 3.0  | 20    | Radeon Graphics | 7     | 1,9 GHz | 128 GB | DDR4–3200 | 65 W | Wraith Stealth   |
| Ryzen 5         | 5605GE          | k. A.                | 7 nm FinFET | 6 / 12         | 3,4        | 4,4        | 32 KB Befehle + 32 KB Daten | 512 KB   | 16 MB  | AM4    | 3.0  | 20    | Radeon Graphics | 7     | 1,9 GHz | 128 GB | DDR4–3200 | 35 W | N/A              |
| Ryzen 5         | 5600GE          | OEM                  | 7 nm FinFET | 6 / 12         | 3,4        | 4,4        | 32 KB Befehle + 32 KB Daten | 512 KB   | 16 MB  | AM4    | 3.0  | 20    | Radeon Graphics | 7     | 1,9 GHz | 128 GB | DDR4–3200 | 35 W | Wraith Stealth   |
| Ryzen 5         | 5600GT          | $140                 | 7 nm FinFET | 6 / 12         | 3,6        | 4,6        | 32 KB Befehle + 32 KB Daten | 512 KB   | 16 MB  | AM4    | 3.0  | 20    | Radeon Graphics | 7     | 1,9 GHz | 128 GB | DDR4–3200 | 65 W | Wraith Stealth   |
| Ryzen 5         | 5500GT          | $125                 | 7 nm FinFET | 6 / 12         | 3,6        | 4,4        | 32 KB Befehle + 32 KB Daten | 512 KB   | 16 MB  | AM4    | 3.0  | 20    | Radeon Graphics | 7     | 1,9 GHz | 128 GB | DDR4–3200 | 65 W | Wraith Stealth   |
| Ryzen 3         | 5305G           | k. A.                | 7 nm FinFET | 4 / 8          | 4,0        | 4,2        | 32 KB Befehle + 32 KB Daten | 512 KB   | 8 MB   | AM4    | 3.0  | 20    | Radeon Graphics | 6     | 1,7 GHz | 128 GB | DDR4–3200 | 65 W | N/A              |
| Ryzen 3         | 5300G           | OEM                  | 7 nm FinFET | 4 / 8          | 4,0        | 4,2        | 32 KB Befehle + 32 KB Daten | 512 KB   | 8 MB   | AM4    | 3.0  | 20    | Radeon Graphics | 6     | 1,7 GHz | 128 GB | DDR4–3200 | 65 W | N/A              |
| Ryzen 3         | 5305GE          | k. A.                | 7 nm FinFET | 4 / 8          | 3,6        | 4,2        | 32 KB Befehle + 32 KB Daten | 512 KB   | 8 MB   | AM4    | 3.0  | 20    | Radeon Graphics | 6     | 1,7 GHz | 128 GB | DDR4–3200 | 35 W | N/A              |
| Ryzen 3         | 5300GE          | OEM                  | 7 nm FinFET | 4 / 8          | 3,6        | 4,2        | 32 KB Befehle + 32 KB Daten | 512 KB   | 8 MB   | AM4    | 3.0  | 20    | Radeon Graphics | 6     | 1,7 GHz | 128 GB | DDR4–3200 | 35 W | N/A              |

## Mobil APUs

### Ryzen 5000 „Cezanne“
Am 12. Januar 2021 stellte AMD die Ryzen 5000er Notebook-APUs der Zen-3-Reihe vor. In der folgenden Tabelle sind sie zusammen mit den ebenfalls mit einer 5000er-Nummer versehenen Mobil-APUs der vorhergehenden Generation Zen 2 („Lucienne“) aufgeführt.
| Marke \| Modell | Marke \| Modell | Prozess     | Kerne/ Threads | Takt (GHz) | Takt (GHz) | Cache                       | Cache    | Cache  | Sockel | PCIe Gen | GPU             | GPU   | GPU     | RAM                            | RAM                        | TDP  |
| Marke \| Modell | Marke \| Modell | Prozess     | Kerne/ Threads | Takt (GHz) | Takt (GHz) | L1                          | L2       | L3     | Sockel | PCIe Gen | GPU             | GPU   | GPU     | RAM                            | RAM                        | TDP  |
| Marke \| Modell | Marke \| Modell | Prozess     | Kerne/ Threads | Basis      | Boost      | pro Kern                    | pro Kern | gesamt | Sockel | PCIe Gen | Modell          | Kerne | Takt    | Größe                          | Frequenz                   | TDP  |
| --------------- | --------------- | ----------- | -------------- | ---------- | ---------- | --------------------------- | -------- | ------ | ------ | -------- | --------------- | ----- | ------- | ------------------------------ | -------------------------- | ---- |
| Ryzen 9         | 5980HX          | 7 nm FinFET | 8 / 16         | 3,3        | 4,8        | 32 KB Befehle + 32 KB Daten | 512 KB   | 16 MB  | FP6    | 3.0      | Radeon Graphics | 8     | 2,1 GHz | DDR4: 64 GB oder LPDDR4: 32 GB | DDR4–3200 oder LPDDR4–4266 | 45 W |
| Ryzen 9         | 5980HS          | 7 nm FinFET | 8 / 16         | 3,0        | 4,8        | 32 KB Befehle + 32 KB Daten | 512 KB   | 16 MB  | FP6    | 3.0      | Radeon Graphics | 8     | 2,1 GHz | DDR4: 64 GB oder LPDDR4: 32 GB | DDR4–3200 oder LPDDR4–4266 | 35 W |
| Ryzen 9         | 5900HX          | 7 nm FinFET | 8 / 16         | 3,3        | 4,6        | 32 KB Befehle + 32 KB Daten | 512 KB   | 16 MB  | FP6    | 3.0      | Radeon Graphics | 8     | 2,1 GHz | DDR4: 64 GB oder LPDDR4: 32 GB | DDR4–3200 oder LPDDR4–4266 | 45 W |
| Ryzen 9         | 5900HS          | 7 nm FinFET | 8 / 16         | 3,0        | 4,6        | 32 KB Befehle + 32 KB Daten | 512 KB   | 16 MB  | FP6    | 3.0      | Radeon Graphics | 8     | 2,1 GHz | DDR4: 64 GB oder LPDDR4: 32 GB | DDR4–3200 oder LPDDR4–4266 | 35 W |
| Ryzen 7         | 5800H           | 7 nm FinFET | 8 / 16         | 3,2        | 4,4        | 32 KB Befehle + 32 KB Daten | 512 KB   | 16 MB  | FP6    | 3.0      | Radeon Graphics | 8     | 2,0 GHz | DDR4: 64 GB oder LPDDR4: 32 GB | DDR4–3200 oder LPDDR4–4266 | 45 W |
| Ryzen 7         | 5800HS          | 7 nm FinFET | 8 / 16         | 2,8        | 4,4        | 32 KB Befehle + 32 KB Daten | 512 KB   | 16 MB  | FP6    | 3.0      | Radeon Graphics | 8     | 2,0 GHz | DDR4: 64 GB oder LPDDR4: 32 GB | DDR4–3200 oder LPDDR4–4266 | 35 W |
| Ryzen 7         | 5800U           | 7 nm FinFET | 8 / 16         | 1,9        | 4,4        | 32 KB Befehle + 32 KB Daten | 512 KB   | 16 MB  | FP6    | 3.0      | Radeon Graphics | 8     | 2,0 GHz | DDR4: 64 GB oder LPDDR4: 32 GB | DDR4–3200 oder LPDDR4–4266 | 15 W |
| Ryzen 5         | 5600H           | 7 nm FinFET | 6 / 12         | 3,3        | 4,2        | 32 KB Befehle + 32 KB Daten | 512 KB   | 16 MB  | FP6    | 3.0      | Radeon Graphics | 7     | 1,8 GHz | DDR4: 64 GB oder LPDDR4: 32 GB | DDR4–3200 oder LPDDR4–4266 | 45 W |
| Ryzen 5         | 5600HS          | 7 nm FinFET | 6 / 12         | 3,0        | 4,2        | 32 KB Befehle + 32 KB Daten | 512 KB   | 16 MB  | FP6    | 3.0      | Radeon Graphics | 7     | 1,8 GHz | DDR4: 64 GB oder LPDDR4: 32 GB | DDR4–3200 oder LPDDR4–4266 | 35 W |
| Ryzen 5         | 5600U           | 7 nm FinFET | 6 / 12         | 2,3        | 4,2        | 32 KB Befehle + 32 KB Daten | 512 KB   | 16 MB  | FP6    | 3.0      | Radeon Graphics | 7     | 1,8 GHz | DDR4: 64 GB oder LPDDR4: 32 GB | DDR4–3200 oder LPDDR4–4266 | 15 W |
| Ryzen 5         | 5560U           | 7 nm FinFET | 6 / 12         | 2,3        | 4,0        | 32 KB Befehle + 32 KB Daten | 512 KB   | 8 MB   | FP6    | 3.0      | Radeon Graphics | 6     | 1,6 GHz | DDR4: 64 GB oder LPDDR4: 32 GB | DDR4–3200 oder LPDDR4–4266 | 15 W |
| Ryzen 3         | 5400U           | 7 nm FinFET | 4 / 8          | 2,6        | 4,0        | 32 KB Befehle + 32 KB Daten | 512 KB   | 8 MB   | FP6    | 3.0      | Radeon Graphics | 6     | 1,6 GHz | DDR4: 64 GB oder LPDDR4: 32 GB | DDR4–3200 oder LPDDR4–4266 | 15 W |

| Marke \| Modell | Marke \| Modell | Prozess     | Kerne/ Threads | Takt (GHz)    | Takt (GHz) | Cache                       | Cache    | Cache  | Sockel | PCIe Gen | GPU             | GPU   | GPU     | RAM                            | RAM                        | TDP  |
| Marke \| Modell | Marke \| Modell | Prozess     | Kerne/ Threads | Takt (GHz)    | Takt (GHz) | L1                          | L2       | L3     | Sockel | PCIe Gen | GPU             | GPU   | GPU     | RAM                            | RAM                        | TDP  |
| Marke \| Modell | Marke \| Modell | Prozess     | Kerne/ Threads | Basis         | Boost      | pro Kern                    | pro Kern | gesamt | Sockel | PCIe Gen | Modell          | Kerne | Takt    | Größe                          | Frequenz                   | TDP  |
| --------------- | --------------- | ----------- | -------------- | ------------- | ---------- | --------------------------- | -------- | ------ | ------ | -------- | --------------- | ----- | ------- | ------------------------------ | -------------------------- | ---- |
| Ryzen 7         | PRO 5850U       | 7 nm FinFET | 8 / 16         | 1,9 / 4,4 GHz | 4,4        | 32 KB Befehle + 32 KB Daten | 512 KB   | 16 MB  | FP6    | 3.0      | Radeon Graphics | 8     | 2,0 GHz | DDR4: 64 GB oder LPDDR4: 32 GB | DDR4–3200 oder LPDDR4–4266 | 15 W |
| Ryzen 5         | PRO 5650U       | 7 nm FinFET | 6 / 12         | 2,3 / 4,2 GHz | 4,2        | 32 KB Befehle + 32 KB Daten | 512 KB   | 16 MB  | FP6    | 3.0      | Radeon Graphics | 7     | 1,8 GHz | DDR4: 64 GB oder LPDDR4: 32 GB | DDR4–3200 oder LPDDR4–4266 | 15 W |
| Ryzen 3         | PRO 5450U       | 7 nm FinFET | 4 / 8          | 2,6 / 4,0 GHz | 4,0        | 32 KB Befehle + 32 KB Daten | 512 KB   | 8 MB   | FP6    | 3.0      | Radeon Graphics | 6     | 1,6 GHz | DDR4: 64 GB oder LPDDR4: 32 GB | DDR4–3200 oder LPDDR4–4266 | 15 W |

### Ryzen 5025 „Barcelo“
| Marke \| Modell | Marke \| Modell | Prozess     | Kerne/ Threads | Takt (GHz) | Takt (GHz) | Cache                       | Cache    | Cache  | Sockel | PCIe | PCIe  | GPU             | GPU   | GPU     | RAM   | RAM                        | TDP  |
| Marke \| Modell | Marke \| Modell | Prozess     | Kerne/ Threads | Takt (GHz) | Takt (GHz) | L1                          | L2       | L3     | Sockel | PCIe | PCIe  | GPU             | GPU   | GPU     | RAM   | RAM                        | TDP  |
| Marke \| Modell | Marke \| Modell | Prozess     | Kerne/ Threads | Basis      | Boost      | pro Kern                    | pro Kern | gesamt | Sockel | Gen  | Lanes | Modell          | Kerne | Takt    | Größe | Frequenz                   | TDP  |
| --------------- | --------------- | ----------- | -------------- | ---------- | ---------- | --------------------------- | -------- | ------ | ------ | ---- | ----- | --------------- | ----- | ------- | ----- | -------------------------- | ---- |
| Ryzen 7         | 5825U           | 7 nm FinFET | 8 / 16         | 2,0        | 4,5        | 32 KB Befehle + 32 KB Daten | 512 KB   | 16 MB  | FP6    | 3.0  | 16    | Radeon Graphics | 8     | 2,0 GHz | 64 GB | DDR4–3200 oder LPDDR4–4266 | 15 W |
| Ryzen 7         | 5825C           | 7 nm FinFET | 8 / 16         | 2,0        | 4,5        | 32 KB Befehle + 32 KB Daten | 512 KB   | 16 MB  | FP6    | 3.0  | 16    | Radeon Graphics | 8     | ?       | 64 GB | DDR4–3200 oder LPDDR4–4266 | 15 W |
| Ryzen 5         | 5625U           | 7 nm FinFET | 6 / 12         | 2,3        | 4,3        | 32 KB Befehle + 32 KB Daten | 512 KB   | 16 MB  | FP6    | 3.0  | 16    | Radeon Graphics | 7     | 1,8 GHz | 64 GB | DDR4–3200 oder LPDDR4–4266 | 15 W |
| Ryzen 5         | 5625C           | 7 nm FinFET | 6 / 12         | 2,3        | 4,3        | 32 KB Befehle + 32 KB Daten | 512 KB   | 16 MB  | FP6    | 3.0  | 16    | Radeon Graphics | 7     | ?       | 64 GB | DDR4–3200 oder LPDDR4–4266 | 15 W |
| Ryzen 3         | 5425C           | 7 nm FinFET | 4 / 8          | 2,7        | 4,1        | 32 KB Befehle + 32 KB Daten | 512 KB   | 8 MB   | FP6    | 3.0  | 16    | Radeon Graphics | 6     | ?       | 64 GB | DDR4–3200 oder LPDDR4–4266 | 15 W |
| Ryzen 3         | 5125C           | 7 nm FinFET | 2 / 4          | 3,0        | 3,0        | 32 KB Befehle + 32 KB Daten | 512 KB   | 8 MB   | FP6    | 3.0  | 16    | Radeon Graphics | 3     | ?       | 64 GB | DDR4–3200 oder LPDDR4–4266 | 15 W |

| Marke \| Modell | Marke \| Modell | Prozess     | Kerne/ Threads | Takt (GHz) | Takt (GHz) | Cache                       | Cache    | Cache  | Sockel | PCIe | PCIe  | GPU             | GPU   | GPU     | RAM   | RAM                        | TDP  |
| Marke \| Modell | Marke \| Modell | Prozess     | Kerne/ Threads | Takt (GHz) | Takt (GHz) | L1                          | L2       | L3     | Sockel | PCIe | PCIe  | GPU             | GPU   | GPU     | RAM   | RAM                        | TDP  |
| Marke \| Modell | Marke \| Modell | Prozess     | Kerne/ Threads | Basis      | Boost      | pro Kern                    | pro Kern | gesamt | Sockel | Gen  | Lanes | Modell          | Kerne | Takt    | Größe | Frequenz                   | TDP  |
| --------------- | --------------- | ----------- | -------------- | ---------- | ---------- | --------------------------- | -------- | ------ | ------ | ---- | ----- | --------------- | ----- | ------- | ----- | -------------------------- | ---- |
| Ryzen 7         | PRO 5875U       | 7 nm FinFET | 8 / 16         | 2,0        | 4,5        | 32 KB Befehle + 32 KB Daten | 512 KB   | 16 MB  | FP6    | 3.0  | 16    | Radeon Graphics | 8     | 2,0 GHz | 64 GB | DDR4–3200 oder LPDDR4–4266 | 15 W |
| Ryzen 5         | PRO 5675U       | 7 nm FinFET | 6 / 12         | 2,3        | 4,3        | 32 KB Befehle + 32 KB Daten | 512 KB   | 16 MB  | FP6    | 3.0  | 16    | Radeon Graphics | 7     | 1,8 GHz | 64 GB | DDR4–3200 oder LPDDR4–4266 | 15 W |
| Ryzen 3         | PRO 5475U       | 7 nm FinFET | 4 / 8          | 2,7        | 4,1        | 32 KB Befehle + 32 KB Daten | 512 KB   | 8 MB   | FP6    | 3.0  | 16    | Radeon Graphics | 6     | 1,6 GHz | 64 GB | DDR4–3200 oder LPDDR4–4266 | 15 W |

### Ryzen 6000 „Rembrandt“ (Zen 3+)
Am 4. Januar 2022 stellte AMD die Ryzen 6000 „Rembrandt“ CPUs vor, am 20. September 2022 folgte die 7035-Serie „Rembrandt R“. Die CPUs finden Platz auf FP7-Motherboard, unterstützen DDR5 und kommen mit einer integrierten RDNA2-Grafikeinheit. Alle CPUs entsprechen der Zen-3+-Architektur.
| Marke \| Modell | Marke \| Modell | Prozess     | Kerne/ Threads | Takt (GHz) | Takt (GHz) | Cache                       | Cache    | Cache  | Sockel    | PCIe | PCIe  | GPU        | GPU   | GPU     | RAM   | RAM                        | TDP     |
| Marke \| Modell | Marke \| Modell | Prozess     | Kerne/ Threads | Takt (GHz) | Takt (GHz) | L1                          | L2       | L3     | Sockel    | PCIe | PCIe  | GPU        | GPU   | GPU     | RAM   | RAM                        | TDP     |
| Marke \| Modell | Marke \| Modell | Prozess     | Kerne/ Threads | Basis      | Boost      | pro Kern                    | pro Kern | gesamt | Sockel    | Gen  | Lanes | Modell     | Kerne | Takt    | Größe | Frequenz                   | TDP     |
| --------------- | --------------- | ----------- | -------------- | ---------- | ---------- | --------------------------- | -------- | ------ | --------- | ---- | ----- | ---------- | ----- | ------- | ----- | -------------------------- | ------- |
| Ryzen 9         | 6980HX          | 6 nm FinFET | 8 / 16         | 3,3        | 5,0        | 32 KB Befehle + 32 KB Daten | 512 KB   | 16 MB  | FP7 FP7r2 | 4.0  | 16    | RDNA2 680M | 12    | 2,4 GHz | 64 GB | DDR5–4800 oder LPDDR5–6400 | 45 W    |
| Ryzen 9         | 6980HS          | 6 nm FinFET | 8 / 16         | 3,3        | 5,0        | 32 KB Befehle + 32 KB Daten | 512 KB   | 16 MB  | FP7 FP7r2 | 4.0  | 16    | RDNA2 680M | 12    | 2,4 GHz | 64 GB | DDR5–4800 oder LPDDR5–6400 | 35 W    |
| Ryzen 9         | 6900HX          | 6 nm FinFET | 8 / 16         | 3,3        | 4,9        | 32 KB Befehle + 32 KB Daten | 512 KB   | 16 MB  | FP7 FP7r2 | 4.0  | 16    | RDNA2 680M | 12    | 2,4 GHz | 64 GB | DDR5–4800 oder LPDDR5–6400 | 45 W    |
| Ryzen 9         | 6900HS          | 6 nm FinFET | 8 / 16         | 3,3        | 4,9        | 32 KB Befehle + 32 KB Daten | 512 KB   | 16 MB  | FP7 FP7r2 | 4.0  | 16    | RDNA2 680M | 12    | 2,4 GHz | 64 GB | DDR5–4800 oder LPDDR5–6400 | 35 W    |
| Ryzen 7         | 6800H           | 6 nm FinFET | 8 / 16         | 3,2        | 4,7        | 32 KB Befehle + 32 KB Daten | 512 KB   | 16 MB  | FP7 FP7r2 | 4.0  | 16    | RDNA2 680M | 12    | 2,2 GHz | 64 GB | DDR5–4800 oder LPDDR5–6400 | 45 W    |
| Ryzen 7         | 6800HS          | 6 nm FinFET | 8 / 16         | 3,2        | 4,7        | 32 KB Befehle + 32 KB Daten | 512 KB   | 16 MB  | FP7 FP7r2 | 4.0  | 16    | RDNA2 680M | 12    | 2,2 GHz | 64 GB | DDR5–4800 oder LPDDR5–6400 | 35 W    |
| Ryzen 7         | 6800U           | 6 nm FinFET | 8 / 16         | 2,7        | 4,7        | 32 KB Befehle + 32 KB Daten | 512 KB   | 16 MB  | FP7 FP7r2 | 4.0  | 16    | RDNA2 680M | 12    | 2,2 GHz | 64 GB | DDR5–4800 oder LPDDR5–6400 | 15–28 W |
| Ryzen 5         | 6600H           | 6 nm FinFET | 6 / 12         | 3,3        | 4,5        | 32 KB Befehle + 32 KB Daten | 512 KB   | 16 MB  | FP7 FP7r2 | 4.0  | 16    | RDNA2 660M | 6     | 1,9 GHz | 64 GB | DDR5–4800 oder LPDDR5–6400 | 45 W    |
| Ryzen 5         | 6600HS          | 6 nm FinFET | 6 / 12         | 3,3        | 4,5        | 32 KB Befehle + 32 KB Daten | 512 KB   | 16 MB  | FP7 FP7r2 | 4.0  | 16    | RDNA2 660M | 6     | 1,9 GHz | 64 GB | DDR5–4800 oder LPDDR5–6400 | 35 W    |
| Ryzen 5         | 6600U           | 6 nm FinFET | 6 / 12         | 2,9        | 4,5        | 32 KB Befehle + 32 KB Daten | 512 KB   | 16 MB  | FP7 FP7r2 | 4.0  | 16    | RDNA2 660M | 6     | 1,9 GHz | 64 GB | DDR5–4800 oder LPDDR5–6400 | 15–28 W |

| Marke \| Modell | Marke \| Modell | Prozess     | Kerne/ Threads | Takt (GHz) | Takt (GHz) | Cache                       | Cache    | Cache  | Sockel    | PCIe | PCIe  | GPU        | GPU   | GPU     | RAM   | RAM                        | TDP     |
| Marke \| Modell | Marke \| Modell | Prozess     | Kerne/ Threads | Takt (GHz) | Takt (GHz) | L1                          | L2       | L3     | Sockel    | PCIe | PCIe  | GPU        | GPU   | GPU     | RAM   | RAM                        | TDP     |
| Marke \| Modell | Marke \| Modell | Prozess     | Kerne/ Threads | Basis      | Boost      | pro Kern                    | pro Kern | gesamt | Sockel    | Gen  | Lanes | Modell     | Kerne | Takt    | Größe | Frequenz                   | TDP     |
| --------------- | --------------- | ----------- | -------------- | ---------- | ---------- | --------------------------- | -------- | ------ | --------- | ---- | ----- | ---------- | ----- | ------- | ----- | -------------------------- | ------- |
| Ryzen 9         | PRO 6950HS      | 6 nm FinFET | 8 / 16         | 3,3        | 4,9        | 32 KB Befehle + 32 KB Daten | 512 KB   | 16 MB  | FP7 FP7r2 | 4.0  | 16    | RDNA2 680M | 12    | 2,4 GHz | 64 GB | DDR5–4800 oder LPDDR5–6400 | 35 W    |
| Ryzen 9         | PRO 6950H       | 6 nm FinFET | 8 / 16         | 3,3        | 4,9        | 32 KB Befehle + 32 KB Daten | 512 KB   | 16 MB  | FP7 FP7r2 | 4.0  | 16    | RDNA2 680M | 12    | 2,4 GHz | 64 GB | DDR5–4800 oder LPDDR5–6400 | 45 W    |
| Ryzen 7         | PRO 6860Z       | 6 nm FinFET | 8 / 16         | 2,7        | 4,75       | 32 KB Befehle + 32 KB Daten | 512 KB   | 16 MB  | FP7 FP7r2 | 4.0  | 16    | RDNA2 680M | 12    | 2,2 GHz | 64 GB | DDR5–4800 oder LPDDR5–6400 | 28 W    |
| Ryzen 7         | PRO 6850HS      | 6 nm FinFET | 8 / 16         | 3,2        | 4,7        | 32 KB Befehle + 32 KB Daten | 512 KB   | 16 MB  | FP7 FP7r2 | 4.0  | 16    | RDNA2 680M | 12    | 2,2 GHz | 64 GB | DDR5–4800 oder LPDDR5–6400 | 35 W    |
| Ryzen 7         | PRO 6850H       | 6 nm FinFET | 8 / 16         | 3,2        | 4,7        | 32 KB Befehle + 32 KB Daten | 512 KB   | 16 MB  | FP7 FP7r2 | 4.0  | 16    | RDNA2 680M | 12    | 2,2 GHz | 64 GB | DDR5–4800 oder LPDDR5–6400 | 45 W    |
| Ryzen 7         | PRO 6850U       | 6 nm FinFET | 8 / 16         | 2,7        | 4,7        | 32 KB Befehle + 32 KB Daten | 512 KB   | 16 MB  | FP7 FP7r2 | 4.0  | 16    | RDNA2 680M | 12    | 2,2 GHz | 64 GB | DDR5–4800 oder LPDDR5–6400 | 15–28 W |
| Ryzen 5         | PRO 6650HS      | 6 nm FinFET | 6 / 12         | 3,3        | 4,5        | 32 KB Befehle + 32 KB Daten | 512 KB   | 16 MB  | FP7 FP7r2 | 4.0  | 16    | RDNA2 660M | 6     | 1,9 GHz | 64 GB | DDR5–4800 oder LPDDR5–6400 | 35 W    |
| Ryzen 5         | PRO 6650H       | 6 nm FinFET | 6 / 12         | 3,3        | 4,5        | 32 KB Befehle + 32 KB Daten | 512 KB   | 16 MB  | FP7 FP7r2 | 4.0  | 16    | RDNA2 660M | 6     | 1,9 GHz | 64 GB | DDR5–4800 oder LPDDR5–6400 | 45 W    |
| Ryzen 5         | PRO 6650U       | 6 nm FinFET | 6 / 12         | 2,9        | 4,5        | 32 KB Befehle + 32 KB Daten | 512 KB   | 16 MB  | FP7 FP7r2 | 4.0  | 16    | RDNA2 660M | 6     | 1,9 GHz | 64 GB | DDR5–4800 oder LPDDR5–6400 | 15–28 W |

### Ryzen 7030 „Barcelo-R“
| Marke \| Modell | Marke \| Modell | Prozess     | Kerne/ Threads | Takt (GHz) | Takt (GHz) | Cache                       | Cache    | Cache  | Sockel | PCIe | PCIe  | GPU             | GPU   | GPU     | RAM   | RAM                        | TDP  |
| Marke \| Modell | Marke \| Modell | Prozess     | Kerne/ Threads | Takt (GHz) | Takt (GHz) | L1                          | L2       | L3     | Sockel | PCIe | PCIe  | GPU             | GPU   | GPU     | RAM   | RAM                        | TDP  |
| Marke \| Modell | Marke \| Modell | Prozess     | Kerne/ Threads | Basis      | Boost      | pro Kern                    | pro Kern | gesamt | Sockel | Gen  | Lanes | Modell          | Kerne | Takt    | Größe | Frequenz                   | TDP  |
| --------------- | --------------- | ----------- | -------------- | ---------- | ---------- | --------------------------- | -------- | ------ | ------ | ---- | ----- | --------------- | ----- | ------- | ----- | -------------------------- | ---- |
| Ryzen 7         | 7730U           | 7 nm FinFET | 8 / 16         | 2,0        | 4,5        | 32 KB Befehle + 32 KB Daten | 512 KB   | 16 MB  | FP6    | 3.0  | 16    | Radeon Graphics | 8     | 2,0 GHz | 64 GB | DDR4–3200 oder LPDDR4–4266 | 15 W |
| Ryzen 5         | 7530U           | 7 nm FinFET | 6 / 12         | 2,0        | 4,5        | 32 KB Befehle + 32 KB Daten | 512 KB   | 16 MB  | FP6    | 3.0  | 16    | Radeon Graphics | 7     | 2,0 GHz | 64 GB | DDR4–3200 oder LPDDR4–4266 | 15 W |
| Ryzen 3         | 7330U           | 7 nm FinFET | 4 / 8          | 2,3        | 4,3        | 32 KB Befehle + 32 KB Daten | 512 KB   | 8 MB   | FP6    | 3.0  | 16    | Radeon Graphics | 6     | 1,8 GHz | 64 GB | DDR4–3200 oder LPDDR4–4266 | 15 W |

| Marke \| Modell | Marke \| Modell | Prozess     | Kerne/ Threads | Takt (GHz) | Takt (GHz) | Cache                       | Cache  | Cache | Sockel | PCIe | PCIe  | GPU             | GPU   | GPU     | RAM   | RAM                        | TDP  |
| Marke \| Modell | Marke \| Modell | Prozess     | Kerne/ Threads | Basis      | Boost      | L1                          | L2     | L3    | Sockel | Gen  | Lanes | Modell          | Kerne | Takt    | Größe | Frequenz                   | TDP  |
| --------------- | --------------- | ----------- | -------------- | ---------- | ---------- | --------------------------- | ------ | ----- | ------ | ---- | ----- | --------------- | ----- | ------- | ----- | -------------------------- | ---- |
| Ryzen 7         | PRO 7730U       | 7 nm FinFET | 8 / 16         | 2,0        | 4,5        | 32 KB Befehle + 32 KB Daten | 512 KB | 16 MB | FP6    | 3.0  | 16    | Radeon Graphics | 8     | 2,0 GHz | 64 GB | DDR4–3200 oder LPDDR4–4266 | 15 W |
| Ryzen 5         | PRO 7530U       | 7 nm FinFET | 6 / 12         | 2,0        | 4,5        | 32 KB Befehle + 32 KB Daten | 512 KB | 16 MB | FP6    | 3.0  | 16    | Radeon Graphics | 7     | 2,0 GHz | 64 GB | DDR4–3200 oder LPDDR4–4266 | 15 W |
| Ryzen 3         | PRO 7330U       | 7 nm FinFET | 4 / 8          | 2,3        | 4,3        | 32 KB Befehle + 32 KB Daten | 512 KB | 8 MB  | FP6    | 3.0  | 16    | Radeon Graphics | 6     | 1,8 GHz | 64 GB | DDR4–3200 oder LPDDR4–4266 | 15 W |

### Ryzen 7035 „Rembrandt-R“ (Zen 3+)
| Marke \| Modell | Marke \| Modell | Prozess     | Kerne/ Threads | Takt (GHz) | Takt (GHz) | Cache                       | Cache    | Cache  | Sockel    | PCIe | PCIe  | GPU             | GPU             | GPU             | RAM   | RAM                        | TDP     |
| Marke \| Modell | Marke \| Modell | Prozess     | Kerne/ Threads | Takt (GHz) | Takt (GHz) | L1                          | L2       | L3     | Sockel    | PCIe | PCIe  | GPU             | GPU             | GPU             | RAM   | RAM                        | TDP     |
| Marke \| Modell | Marke \| Modell | Prozess     | Kerne/ Threads | Basis      | Boost      | pro Kern                    | pro Kern | gesamt | Sockel    | Gen  | Lanes | Modell          | Kerne           | Takt            | Größe | Frequenz                   | TDP     |
| --------------- | --------------- | ----------- | -------------- | ---------- | ---------- | --------------------------- | -------- | ------ | --------- | ---- | ----- | --------------- | --------------- | --------------- | ----- | -------------------------- | ------- |
| Ryzen 7         | 7735HS          | 6 nm FinFET | 8 / 16         | 3,2        | 4,75       | 32 KB Befehle + 32 KB Daten | 512 KB   | 16 MB  | FP7 FP7r2 | 4.0  | 16    | RDNA2 680M      | 12              | 2,2 GHz         | 64 GB | DDR5–4800 oder LPDDR5–6400 | 35–54 W |
| Ryzen 7         | 7735H           | 6 nm FinFET | 8 / 16         | 3,2        | 4,75       | 32 KB Befehle + 32 KB Daten | 512 KB   | 16 MB  | FP7 FP7r2 | 4.0  | 16    | RDNA2 680M      | 12              | 2,2 GHz         | 64 GB | DDR5–4800 oder LPDDR5–6400 | 35–54 W |
| Ryzen 7         | 7736U           | 6 nm FinFET | 8 / 16         | 2,7        | 4,7        | 32 KB Befehle + 32 KB Daten | 512 KB   | 16 MB  | FP7 FP7r2 | 4.0  | 16    | RDNA2 680M      | 12              | 2,2 GHz         | 64 GB | DDR5–4800 oder LPDDR5–6400 | 15–28 W |
| Ryzen 7         | 7735U           | 6 nm FinFET | 8 / 16         | 2,7        | 4,75       | 32 KB Befehle + 32 KB Daten | 512 KB   | 16 MB  | FP7 FP7r2 | 4.0  | 16    | RDNA2 680M      | 12              | 2,2 GHz         | 64 GB | DDR5–4800 oder LPDDR5–6400 | 28 W    |
| Ryzen 7         | 7435HS          | 6 nm FinFET | 8 / 16         | 3,1        | 4,5        | 32 KB Befehle + 32 KB Daten | 512 KB   | 16 MB  | FP7 FP7r2 | 4.0  | 16    | nicht vorhanden | nicht vorhanden | nicht vorhanden | 64 GB | DDR5–4800 oder LPDDR5–6400 | 35–54 W |
| Ryzen 7         | 7435H           | 6 nm FinFET | 8 / 16         | 3,1        | 4,5        | 32 KB Befehle + 32 KB Daten | 512 KB   | 16 MB  | FP7 FP7r2 | 4.0  | 16    | nicht vorhanden | nicht vorhanden | nicht vorhanden | 64 GB | DDR5–4800 oder LPDDR5–6400 | 35–54 W |
| Ryzen 5         | 7535HS          | 6 nm FinFET | 6 / 12         | 3,3        | 4,55       | 32 KB Befehle + 32 KB Daten | 512 KB   | 16 MB  | FP7 FP7r2 | 4.0  | 16    | RDNA2 660M      | 6               | 1,9 GHz         | 64 GB | DDR5–4800 oder LPDDR5–6400 | 35–54 W |
| Ryzen 5         | 7535H           | 6 nm FinFET | 6 / 12         | 3,3        | 4,55       | 32 KB Befehle + 32 KB Daten | 512 KB   | 16 MB  | FP7 FP7r2 | 4.0  | 16    | RDNA2 660M      | 6               | 1,9 GHz         | 64 GB | DDR5–4800 oder LPDDR5–6400 | 35–54 W |
| Ryzen 5         | 7535U           | 6 nm FinFET | 6 / 12         | 2,9        | 4,55       | 32 KB Befehle + 32 KB Daten | 512 KB   | 16 MB  | FP7 FP7r2 | 4.0  | 16    | RDNA2 660M      | 6               | 1,9 GHz         | 64 GB | DDR5–4800 oder LPDDR5–6400 | 15–30 W |
| Ryzen 5         | 7235HS          | 6 nm FinFET | 4 / 8          | 3,2        | 4,2        | 32 KB Befehle + 32 KB Daten | 512 KB   | 8 MB   | FP7 FP7r2 | 4.0  | 16    | nicht vorhanden | nicht vorhanden | nicht vorhanden | 64 GB | DDR5–4800 oder LPDDR5–6400 | 35–53 W |
| Ryzen 5         | 7235H           | 6 nm FinFET | 4 / 8          | 3,2        | 4,2        | 32 KB Befehle + 32 KB Daten | 512 KB   | 8 MB   | FP7 FP7r2 | 4.0  | 16    | nicht vorhanden | nicht vorhanden | nicht vorhanden | 64 GB | DDR5–4800 oder LPDDR5–6400 | 35–53 W |
| Ryzen 3         | 7335U           | 6 nm FinFET | 4 / 8          | 3,0        | 4,3        | 32 KB Befehle + 32 KB Daten | 512 KB   | 8 MB   | FP7 FP7r2 | 4.0  | 16    | RDNA2 660M      | 4               | 1,8 GHz         | 64 GB | DDR5–4800 oder LPDDR5–6400 | 15–30 W |

## Server CPUs

### EPYC 7003 „Milan“ und „Milan-X“
Die auf Zen 3 basierende EPYC-Server-Chipreihe soll „Milan“ heißen und wird die letzte Generation von Chips sein, die den SP3-Sockel verwendet. Es werden bis zu 64 Zen-3-Cores je CPU verbaut. Die Vorstellung ist für den 15. März 2021 geplant.
| Marke \| Modell | Marke \| Modell | Preise bei Release * | Prozess     | Kerne/ Threads | CCD x Kerne a | Takt (GHz) | Takt (GHz) | Cache                       | Cache    | Cache               | Sockel/ Konfiguration | PCIe | PCIe  | RAM   | RAM       | TDP   |
| Marke \| Modell | Marke \| Modell | Preise bei Release * | Prozess     | Kerne/ Threads | CCD x Kerne a | Takt (GHz) | Takt (GHz) | L1                          | L2       | L3                  | Sockel/ Konfiguration | PCIe | PCIe  | RAM   | RAM       | TDP   |
| Marke \| Modell | Marke \| Modell | Preise bei Release * | Prozess     | Kerne/ Threads | CCD x Kerne a | Basis      | Boost      | pro Kern                    | pro Kern | gesamt              | Sockel/ Konfiguration | Gen  | Lanes | Größe | Frequenz  | TDP   |
| --------------- | --------------- | -------------------- | ----------- | -------------- | ------------- | ---------- | ---------- | --------------------------- | -------- | ------------------- | --------------------- | ---- | ----- | ----- | --------- | ----- |
| EPYC            | 7773X           | $8800                | 7 nm FinFET | 64 / 128       | 8 × 8         | 2,2        | 3,5        | 32 KB Befehle + 32 KB Daten | 512 KB   | 768 MB 96 MB je CCX | SP3 / 2P              | 4.0  | 128   | 8 TB  | DDR4–3200 | 280 W |
| EPYC            | 7763            | $7890                | 7 nm FinFET | 64 / 128       | 8 × 8         | 2,45       | 3,5        | 32 KB Befehle + 32 KB Daten | 512 KB   | 256 MB 32 MB je CCX | SP3 / 2P              | 4.0  | 128   | 8 TB  | DDR4–3200 | 280 W |
| EPYC            | 7713            | $7060                | 7 nm FinFET | 64 / 128       | 8 × 8         | 2,0        | 3,675      | 32 KB Befehle + 32 KB Daten | 512 KB   | 256 MB 32 MB je CCX | SP3 / 2P              | 4.0  | 128   | 8 TB  | DDR4–3200 | 225 W |
| EPYC            | 7713P           | $5010                | 7 nm FinFET | 64 / 128       | 8 × 8         | 2,0        | 3,675      | 32 KB Befehle + 32 KB Daten | 512 KB   | 256 MB 32 MB je CCX | SP3 / 1P              | 4.0  | 128   | 4 TB  | DDR4–3200 | 225 W |
| EPYC            | 7663            | $6366                | 7 nm FinFET | 56 / 112       | 8 × 7         | 2,0        | 3,5        | 32 KB Befehle + 32 KB Daten | 512 KB   | 256 MB 32 MB je CCX | SP3 / 2P              | 4.0  | 128   | 8 TB  | DDR4–3200 | 240 W |
| EPYC            | 7663P           | $3139                | 7 nm FinFET | 56 / 112       | 8 × 7         | 2,0        | 3,5        | 32 KB Befehle + 32 KB Daten | 512 KB   | 256 MB 32 MB je CCX | SP3 / 2P              | 4.0  | 128   | 8 TB  | DDR4–3200 | 240 W |
| EPYC            | 7643            | $4995                | 7 nm FinFET | 48 / 96        | 8 × 6         | 2,3        | 3,6        | 32 KB Befehle + 32 KB Daten | 512 KB   | 256 MB 32 MB je CCX | SP3 / 2P              | 4.0  | 128   | 8 TB  | DDR4–3200 | 225 W |
| EPYC            | 7643P           | $2722                | 7 nm FinFET | 48 / 96        | 8 × 6         | 2,3        | 3,6        | 32 KB Befehle + 32 KB Daten | 512 KB   | 256 MB 32 MB je CCX | SP3 / 2P              | 4.0  | 128   | 8 TB  | DDR4–3200 | 225 W |
| EPYC            | 7573X           | $5590                | 7 nm FinFET | 32 / 64        | 8 × 4         | 2,8        | 3,6        | 32 KB Befehle + 32 KB Daten | 512 KB   | 768 MB 96 MB je CCX | SP3 / 2P              | 4.0  | 128   | 8 TB  | DDR4–3200 | 280 W |
| EPYC            | 75F3            | $4860                | 7 nm FinFET | 32 / 64        | 8 × 4         | 2,95       | 4,0        | 32 KB Befehle + 32 KB Daten | 512 KB   | 256 MB 32 MB je CCX | SP3 / 2P              | 4.0  | 128   | 8 TB  | DDR4–3200 | 280 W |
| EPYC            | 7543            | $3761                | 7 nm FinFET | 32 / 64        | 8 × 4         | 2,8        | 3,7        | 32 KB Befehle + 32 KB Daten | 512 KB   | 256 MB 32 MB je CCX | SP3 / 2P              | 4.0  | 128   | 8 TB  | DDR4–3200 | 225 W |
| EPYC            | 7543P           | $2730                | 7 nm FinFET | 32 / 64        | 8 × 4         | 2,8        | 3,7        | 32 KB Befehle + 32 KB Daten | 512 KB   | 256 MB 32 MB je CCX | SP3 / 1P              | 4.0  | 128   | 4 TB  | DDR4–3200 | 225 W |
| EPYC            | 7513            | $2840                | 7 nm FinFET | 32 / 64        | 8 × 4         | 2,6        | 3,65       | 32 KB Befehle + 32 KB Daten | 512 KB   | 128 MB 16 MB je CCX | SP3 / 2P              | 4.0  | 128   | 8 TB  | DDR4–3200 | 200 W |
| EPYC            | 7453            | $1570                | 7 nm FinFET | 28 / 56        | 4 × 7         | 2,75       | 3,45       | 32 KB Befehle + 32 KB Daten | 512 KB   | 64 MB 16 MB je CCX  | SP3 / 2P              | 4.0  | 128   | 8 TB  | DDR4–3200 | 225 W |
| EPYC            | 7473X           | $3900                | 7 nm FinFET | 24 / 48        | 8 × 3         | 2,8        | 3,7        | 32 KB Befehle + 32 KB Daten | 512 KB   | 768 MB 96 MB je CCX | SP3 / 2P              | 4.0  | 128   | 8 TB  | DDR4–3200 | 240 W |
| EPYC            | 74F3            | $2900                | 7 nm FinFET | 24 / 48        | 8 × 3         | 3,2        | 4,0        | 32 KB Befehle + 32 KB Daten | 512 KB   | 256 MB 32 MB je CCX | SP3 / 2P              | 4.0  | 128   | 8 TB  | DDR4–3200 | 240 W |
| EPYC            | 7443            | $2010                | 7 nm FinFET | 24 / 48        | 4 × 6         | 2,85       | 4,0        | 32 KB Befehle + 32 KB Daten | 512 KB   | 128 MB 32 MB je CCX | SP3 / 2P              | 4.0  | 128   | 8 TB  | DDR4–3200 | 200 W |
| EPYC            | 7443P           | $1337                | 7 nm FinFET | 24 / 48        | 4 × 6         | 2,85       | 4,0        | 32 KB Befehle + 32 KB Daten | 512 KB   | 128 MB 32 MB je CCX | SP3 / 1P              | 4.0  | 128   | 4 TB  | DDR4–3200 | 200 W |
| EPYC            | 7413            | $1825                | 7 nm FinFET | 24 / 48        | 4 × 6         | 2,65       | 3,6        | 32 KB Befehle + 32 KB Daten | 512 KB   | 128 MB 32 MB je CCX | SP3 / 2P              | 4.0  | 128   | 8 TB  | DDR4–3200 | 180 W |
| EPYC            | 7373X           | $4185                | 7 nm FinFET | 16 / 32        | 8 × 2         | 3,05       | 3,8        | 32 KB Befehle + 32 KB Daten | 512 KB   | 768 MB 96 MB je CCX | SP3 / 2P              | 4.0  | 128   | 8 TB  | DDR4–3200 | 240 W |
| EPYC            | 73F3            | $3521                | 7 nm FinFET | 16 / 32        | 8 × 2         | 3,5        | 4,0        | 32 KB Befehle + 32 KB Daten | 512 KB   | 256 MB 32 MB je CCX | SP3 / 2P              | 4.0  | 128   | 8 TB  | DDR4–3200 | 240 W |
| EPYC            | 7343            | $1565                | 7 nm FinFET | 16 / 32        | 4 × 4         | 3,2        | 3,9        | 32 KB Befehle + 32 KB Daten | 512 KB   | 128 MB 32 MB je CCX | SP3 / 2P              | 4.0  | 128   | 8 TB  | DDR4–3200 | 190 W |
| EPYC            | 7313            | $1083                | 7 nm FinFET | 16 / 32        | 4 × 4         | 3,0        | 3,7        | 32 KB Befehle + 32 KB Daten | 512 KB   | 128 MB 32 MB je CCX | SP3 / 2P              | 4.0  | 128   | 8 TB  | DDR4–3200 | 155 W |
| EPYC            | 7313P           | $913                 | 7 nm FinFET | 16 / 32        | 4 × 4         | 3,0        | 3,7        | 32 KB Befehle + 32 KB Daten | 512 KB   | 128 MB 32 MB je CCX | SP3 / 1P              | 4.0  | 128   | 4 TB  | DDR4–3200 | 155 W |
| EPYC            | 7303            | $604                 | 7 nm FinFET | 16 / 32        | 2 × 8         | 2,4        | 3,4        | 32 KB Befehle + 32 KB Daten | 512 KB   | 64 MB 32 MB je CCX  | SP3 / 2P              | 4.0  | 128   | 8 TB  | DDR4–3200 | 130 W |
| EPYC            | 7303P           | $594                 | 7 nm FinFET | 16 / 32        | 2 × 8         | 2,4        | 3,4        | 32 KB Befehle + 32 KB Daten | 512 KB   | 64 MB 32 MB je CCX  | SP3 / 1P              | 4.0  | 128   | 4 TB  | DDR4–3200 | 130 W |
| EPYC            | 72F3            | $2468                | 7 nm FinFET | 8 / 16         | 8 × 1         | 3,7        | 4,1        | 32 KB Befehle + 32 KB Daten | 512 KB   | 256 MB 32 MB je CCX | SP3 / 2P              | 4.0  | 128   | 8 TB  | DDR4–3200 | 180 W |
| EPYC            | 7203            | $348                 | 7 nm FinFET | 8 / 16         | 2 × 4         | 2,8        | 3,4        | 32 KB Befehle + 32 KB Daten | 512 KB   | 64 MB 32 MB je CCX  | SP3 / 2P              | 4.0  | 128   | 8 TB  | DDR4–3200 | 120 W |
| EPYC            | 7203P           | $338                 | 7 nm FinFET | 8 / 16         | 2 × 4         | 2,8        | 3,4        | 32 KB Befehle + 32 KB Daten | 512 KB   | 64 MB 32 MB je CCX  | SP3 / 1P              | 4.0  | 128   | 4 TB  | DDR4–3200 | 120 W |

## Embedded CPUs

### Ryzen Embedded V3000
| Marke \| Modell | Marke \| Modell | Prozess     | Kerne/ Threads | Takt (GHz) | Takt (GHz) | Cache                       | Cache    | Cache  | Sockel | PCIe | PCIe  | RAM   | RAM       | TDP  |
| Marke \| Modell | Marke \| Modell | Prozess     | Kerne/ Threads | Takt (GHz) | Takt (GHz) | L1                          | L2       | L3     | Sockel | PCIe | PCIe  | RAM   | RAM       | TDP  |
| Marke \| Modell | Marke \| Modell | Prozess     | Kerne/ Threads | Basis      | Boost      | pro Kern                    | pro Kern | gesamt | Sockel | Gen  | Lanes | Größe | Frequenz  | TDP  |
| --------------- | --------------- | ----------- | -------------- | ---------- | ---------- | --------------------------- | -------- | ------ | ------ | ---- | ----- | ----- | --------- | ---- |
| Ryzen Embedded  | V3C48           | 7 nm FinFET | 8 / 16         | 3,3        | 3,8        | 32 KB Befehle + 32 KB Daten | 512 KB   | 16 MB  | FP7r2  | 4.0  | 20    | ?     | DDR5–4800 | 45 W |
| Ryzen Embedded  | V3C18I          | 7 nm FinFET | 8 / 16         | 1,9        | 3,8        | 32 KB Befehle + 32 KB Daten | 512 KB   | 16 MB  | FP7r2  | 4.0  | 20    | ?     | DDR5–4800 | 15 W |
| Ryzen Embedded  | V3C16           | 7 nm FinFET | 6 / 12         | 2,0        | 3,8        | 32 KB Befehle + 32 KB Daten | 512 KB   | 16 MB  | FP7r2  | 4.0  | 20    | ?     | DDR5–4800 | 15 W |
| Ryzen Embedded  | V3C44           | 7 nm FinFET | 4 / 8          | 3,5        | 3,8        | 32 KB Befehle + 32 KB Daten | 512 KB   | 8 MB   | FP7r2  | 4.0  | 20    | ?     | DDR5–4800 | 45 W |
| Ryzen Embedded  | V3C14           | 7 nm FinFET | 4 / 8          | 2,3        | 3,8        | 32 KB Befehle + 32 KB Daten | 512 KB   | 8 MB   | FP7r2  | 4.0  | 20    | ?     | DDR5–4800 | 15 W |

### Ryzen Embedded 5000
| Marke \| Modell | Marke \| Modell | Prozess     | Kerne/ Threads | Takt (GHz) | Takt (GHz) | Cache                       | Cache    | Cache  | Sockel | PCIe | PCIe  | RAM   | RAM       | TDP      |
| Marke \| Modell | Marke \| Modell | Prozess     | Kerne/ Threads | Takt (GHz) | Takt (GHz) | L1                          | L2       | L3     | Sockel | PCIe | PCIe  | RAM   | RAM       | TDP      |
| Marke \| Modell | Marke \| Modell | Prozess     | Kerne/ Threads | Basis      | Boost      | pro Kern                    | pro Kern | gesamt | Sockel | Gen  | Lanes | Größe | Frequenz  | TDP      |
| --------------- | --------------- | ----------- | -------------- | ---------- | ---------- | --------------------------- | -------- | ------ | ------ | ---- | ----- | ----- | --------- | -------- |
| Ryzen Embedded  | 5950E           | 7 nm FinFET | 16 / 32        | 3,05       | 3,4        | 32 KB Befehle + 32 KB Daten | 512 KB   | 64 MB  | AM4    | 4.0  | 24    | ?     | DDR4–3200 | 105 W    |
| Ryzen Embedded  | 5900E           | 7 nm FinFET | 12 / 24        | 3,35       | 3,7        | 32 KB Befehle + 32 KB Daten | 512 KB   | 64 MB  | AM4    | 4.0  | 24    | ?     | DDR4–3200 | 105 W    |
| Ryzen Embedded  | 5800E           | 7 nm FinFET | 8 / 16         | 3,4        | 3,7        | 32 KB Befehle + 32 KB Daten | 512 KB   | 32 MB  | AM4    | 4.0  | 24    | ?     | DDR4–3200 | 65–100 W |
| Ryzen Embedded  | 5600E           | 7 nm FinFET | 6 / 12         | 3,3        | 3,6        | 32 KB Befehle + 32 KB Daten | 512 KB   | 32 MB  | AM4    | 4.0  | 24    | ?     | DDR4–3200 | 65 W     |